# Свадеши
Свадеши е движение от времето на Движението за индийска независимост и еволюиращия индийски национализъм, както и икономическа стратегия за отстраняването на Британската империя от властовите структури и подобряването на икономическите условия в Индия. То следва принципите на свадеши (себедостатъчност) и се радва на известен успех. Стратегиите на свадеши включват бойкотирането на британските продукти и възобновяване на родните стоки и производствени процеси.
Движението свадеши започва с разделянето на Бенгал през 1905 г. от вицекраля на Индия, лорд Кързън, и продължава до 1911 година. То има най-голям успех сред останалите предгандистки движения. Главните му архитекти са Ауробиндо Гош, Локманя Бал Гангадхар Тилак, Бипин Чандра Пал и Лала Ладжпат Раи, В.О. Чидамбарам Пилаи и други.
Като стратегия свадеши е в основата на Махатма Ганди, който я описва като душата на сварадж (самоуправление). Самият Ганди по време на това движение остава предан на британската корона.